# Ali Derhemi
Ali Derhemi też jako: Haxhi Ali Derhemi (ur. 1850 w Tiranie, zm. 1938 tamże) – albański polityk i działacz niepodległościowy, duchowny muzułmański, burmistrz Tirany w latach 1923–1924.

## Życiorys
Był synem urzędnika osmańskiego Hasana Derhemiego. Po ukończeniu nauki w medresie w Tiranie ukończył szkołę ekonomiczną i pracował jako inspektor finansowy w Kavai, Durrësie i w Shijaku. Zasiadał w radzie miejskiej Tirany, a w 1924 objął funkcję burmistrza Tirany. Funkcję tę pełnił przez rok, podał się do dymisji po zamachu stanu przeprowadzonym przez zwolenników Fana Noliego. Od 1924 pracował we wspólnocie muzułmańskiej w Tiranie, pełniąc funkcję zastępcy muftiego. Zmarł w roku 1938.
W listopadzie 1937 (w 25 rocznicę albańskiej Deklaracji Niepodległości) został odznaczony Orderem Skanderbega I kl.